# 大福尔施泰特
大福尔施泰特（德語：Groß Vollstedt）是德国石勒苏益格－荷尔斯泰因州的一个市镇。总面积9.02平方公里，总人口968人，其中男性489人，女性479人（2011年12月31日），人口密度107人/平方公里。